# 八木隆太郎
八木 隆太郎（やぎ りゅうたろう、1985年4月14日 - ）は、北海道文化放送のアナウンサー。

## 略歴・人物
神奈川県川崎市出身。身長172cm。血液型O型。法政大学第二高等学校、法政大学文学部日本文学科卒業後、2008年入社。同年5月19日のニュースで初鳴き。

## 現在の担当番組
- みんテレ（フィールドキャスター、元ニュースキャスター、番組開始から2019年3月まではメインキャスター）
- UHBニュース
- KEIBAプレミア（中央競馬北海道開催時の実況担当、番組開始時から2018年及び2024年からはMC・実況担当）

## 過去の担当番組
- のりゆきのトークDE北海道
- ゆうゆう金曜日
- タカアンドトシのどぉーだ!(背広で出演、たまには黄色で出演)
- ドラマチック競馬（中央競馬北海道開催時）
- U型テレビ